# Pteropus faunulus
Pteropus faunulus är en däggdjursart som beskrevs av Miller 1902. Pteropus faunulus ingår i släktet Pteropus och familjen flyghundar. Inga underarter finns listade.

## Utseende
Arten blir ungefär 17 cm lång, saknar svans och väger 112 till 233 g. Underarmarna är 10 till 13 cm långa. Den tjocka pälsen på ovansidan har en svartbrun färg och undersidan är täckt av orangebrun päls. I ansiktet är pälsen mer gråaktig. Liksom andra familjemedlemmar har Pteropus faunulus stora ögon och en nos som påminner om hundarnas nos. I den mörka pälsen på ovansidan är några vita hår inblandade. Öronen är cirka 22 mm långa och har avrundade spetsar.

## Utbredning
Denna flyghund förekommer på den indiska ögruppen Nikobarerna som ligger mellan Indien och Thailand. Arten vistas i låglandet och i kulliga områden upp till 200 meter över havet. Habitatet utgörs av tropiska skogar. Pteropus faunulus registrerades på 6 av ögruppens öar. Det är inte känt om individerna kan flyga till en annan ö för att undvika faror. Individerna vilar ensam och de äter frukter, till exempel från träd av bombaxsläktet (Bombax).

## Ekologi
Pteropus faunulus lämnar viloplatsen under skymningen och den letar vanligen under nattens första timmar efter föda. I områden där även Pteropus melanotus förekommer föredrar Pteropus faunulus mindre träd som är 15 till 20 meter höga och Pteropus melanotus väljer högre träd.
I motsats till andra flyghundar vilar Pteropus faunulus oftast ensam i trädens topp gömd i det täta bladverket. I träd som används för födosöket kan mindre flockar förekomma. Arten parar sig under regntiden så att ungarna föds när favoritfrukterna blir mogna. Per kull föds en unge. Könsmognaden infaller efter 4 till 6 år.

## Status
Arten hotas av skogsavverkningar. Dessutom jagas flera exemplar för vissa kroppsdelars skull som används i den traditionella asiatiska medicinen. Några ungar fångas och hölls i fångenskap som sällskapsdjur. Beståndet minskar och Pteropus faunulus listas av IUCN som sårbar (VU). Klassificeringen gjordes även på grund av artens begränsade utbredningsområde.
För att bevara arten inrättades året 2003 ett skyddsprogram. Bland annat undervisas öarnas befolkning om flyghundens betydelse. Genom sitt levnadssätt är Pteropus faunulus en viktig faktor i växternas fröspridning.